# خوشوانت سینگ
خوشوانت سینگ (Khushwant Singh؛ ۲ فوریهٔ ۱۹۱۵ – ۲۰ مارس ۲۰۱۴) نویسنده، وکیل، دیپلمات، روزنامه‌نگار و سیاستمدار هندی بود. تجربه وی در تقسیم هند در سال ۱۹۴۷ الهام‌بخش او در نوشتن قطار به‌سوی پاکستان (۱۹۵۶) شد که در سال ۱۹۹۸ فیلم آن هم ساخته و یکی از شناخته‌شده‌ترین رمان‌های او شد.